# Uživatel (informatika)
Uživatel v oblasti počítačů označuje člověka, který používá počítačový systém. Pro účely bezpečnosti, záznamu prováděných akcí nebo správy zdrojů může být vyžadována identifikace uživatele. Pro potřebu identifikace má uživatel konto (uživatelské konto, účet), uživatelské jméno a ve většině případů heslo. Uživatelé pro přístup k systému používají uživatelské rozhraní.
Uživatelé jsou také obvykle líčeni jako typ lidí, kteří používají systém bez kompletní technické znalosti potřebné pro úplné pochopení systémů.[zdroj?] V počítačovém žargonu jsou také děleni na začátečníky (lamy, BFU) a pokročilé uživatele (power-users).

## Uživatel v operačním systému
Uživatelé jsou v operačním systému obvykle rozlišeni číslem a jsou definována oprávnění, která umožňují různým uživatelům provádět různé úkony. Většina současných systémů používá v systému správce počítače, který má na rozdíl od uživatelů neomezená oprávnění (Microsoft Windows, Linux a další). Základní rozdělení systémů podle rozhodování o oprávnění jsou DAC a bezpečnější MAC. Údaje o uživateli jsou uložena v systému ve formě jednoduché databáze (v unixových systémech v souboru /etc/passwd, v systémech Windows NT je binární User Account Database.